# Carlos Zambrano
Carlos Augusto Zambrano Ochandarte (nascut el 10 de juliol de 1989 a Callao, Perú) és un futbolista peruà que juga actualment com a defensa a l'Alianza Lima. És internacional amb la selecció peruana.